# Point Blank (1998)
Point Blank (bra: Vingança à Queima-Roupa) é um filme estadunidense lançado diretamente em vídeo de 1998 do gênero "Ação" dirigido por Matt Earl Beesley e estrelado por Mickey Rourke. Foi rodado em Fort Worth, Texas.

## Sinopse
Um grupo de perigosos prisioneiros do Texas escapam quando estão sendo transportados em um ônibus e depois invadem um shopping center, matando várias pessoas e fazendo outras de reféns. Quando Rudy (Mickey Rourke), um mercenário de carteirinha, descobre que o seu irmão prisioneiro também virou um dos reféns, ele larga a calma da sua fazenda para assumir o controle da situação antes que seja tarde demais.

## Elenco
- Mickey Rourke ... Rudy Ray
- Danny Trejo ... Wallace
- Kevin Gage ... Joe Ray
- James Gammon ... Pai
- Frederic Forrest ... Mac Bradford
- Paul Ben-Victor ... Howard